# Awaji, Hyōgo
Awaji (淡路市 Awaji-shi) là một thành phố nằm ở đảo Awaji, tỉnh Hyōgo, Nhật Bản. Tính đến ngày 1 tháng 6 năm 2022, dân số ước tính thành phố là 42.597 người và mật độ dân số là 230 người/km². Tổng diện tích thành phố là 184,26 km².

## Địa lý
Thành phố Awaji chiếm một phần ba phía bắc của đảo Awaji. Thành phố được kết nối với Thành phố Kobe ở phía bắc bằng cầu Akashi Kaikyo và nằm giữa vịnh Osaka và vịnh Harima trên biển nội địa Seto. Trong thành phố không có sông lớn nhưng có nhiều ao nông nghiệp. Những ngọn đồi Tsuna chạy qua trung tâm thành phố, với núi Myoken (522 mét) là điểm cao nhất. Đứt gãy Nojima (tâm điểm của trận động đất lớn Hanshin) nằm trong thành phố.